# Carved in Stone (Band)
Carved in Stone ist das Soloprojekt der Künstlerin Ilona Jeschke, die bereits in diversen Metalbands tätig war, bevor sie als Keyboarderin in der Viking-Metal-Band Taunusheim einstieg.

## Geschichte
Nach der bisher erfolgreichen Veröffentlichungen The Forgotten Belief im Jahre 2002 und Hear the Voice im Jahre 2004 meldeten sich Carved in Stone im Jahre 2007 mit dem Werk Tales of Glory & Tragedy zurück. Sämtliche CDs wurden beim Label Schwarzdorn Production aufgenommen und seit 2004 über Twilight Vertrieb in den Handel gebracht. Im Dezember 2021 erschien das aktuelle Album „Wafts of Mist & The Forgotten Belief“, das neben neuem Material eine Wiederveröffentlichung des Debüts enthält.

## Stil
Carved in Stone produziert akustische und „mystische“ Folkmusik mit traditionellen Singer/Songwriter Elementen, die nur durch die Stimme von Swawa begleitet wird. Die Texte, auf Deutsch, Englisch und Norwegisch, behandeln heidnische, mystische und persönlichen Themen. Sie beschäftigen sich mit High Fantasy, dem Mittelalter, der Natur im Allgemeinen und ihren Geistern im Besonderen, mit romantisch-fantastischen Liebesbeziehungen und persönlichen Gedanken.
Alles zusammen erzeugt eine Atmosphäre, die gemeinsam mit der Stimme von Ilona Jeschke als ein Markenzeichen von Carved in Stone gilt.

## Diskografie
- 2002: The Forgotten Belief
- 2004: Hear the Voice
- 2007: Tales of Glory & Tragedy
- 2021: Wafts of Mist & The Forgotten Belief